# 唐道碧
唐道碧（Toby Philip Down，1994年6月3日—），生於英國雅士谷，英國裔香港足球運動員，司職防守中場，曾效力香港超級聯賽球會東方龍獅。

## 早年生活
唐道碧生於英格蘭，在3歲時因為父親的工作關係而整家搬到香港。

## 球員生涯
2013年7月18日，唐道碧與甲組球會公民簽約一年，
直至2014年4月，唐道碧因為要專注學業發展，在雙方同意下已經取消球員註冊。
2015年，唐道碧經現時陸志豪與朋友所成立的運動員公司，獲發獎學金到美國內布拉斯加州的康考迪亞大學升學，同時代表校隊征戰全國大學校際聯賽。
2018年8月4日，唐道碧加盟由青年軍時期教練李志堅執教的港超聯球會和富大埔。
2020年7月6日，唐道碧加盟港超聯球會東方龍獅。隨後連續兩個球季他被外借至冠忠南區。

## 榮譽
傑志
- 香港足總盃冠軍（2012–13季度）
- 季後附加賽冠軍（2012–13季度）

和富大埔
- 香港超級聯賽冠軍（2018–19季度）

東方龍獅
- 香港菁英盃冠軍（2020–21季度）

## 外部連結
- Toby Philip Down（页面存档备份，存于）
- Toby Philip Down（页面存档备份，存于）
- Toby Philip Down（页面存档备份，存于）